# Carlos Emico de Leiningen
Nicolás Kirílovich de Leiningen (Karl Emich Nikolaus Friedrich Hermann, 12 de junio de 1952) es el hijo mayor de Emico Cirilo, vii príncipe de Leiningen, y su esposa la duquesa Eilika de Oldemburgo, y es un hermano mayor de Andrés, VIII Príncipe de Leiningen. Es el descendiente no morganático directo de las familias reales rusa Románov y alemana Hannover.
En 2013 el Partido Monárquico de Rusia lo declaró el heredero principal al trono de Rusia tras su conversión del luteranismo al cristianismo ortodoxo con el nombre de «Nicolás Kirílovich», y en 2014 anunció la formación de un Estado Soberano Sede Imperial, donde Carlos Emico había aceptado convertirse en el emperador Nicolás III. Según la postura de María Vladímirovna Románova, ocuparía el 2.º puesto en la línea de sucesión a la jefatura de la casa imperial de Rusia tras Jorge Mijáilovich Románov.

## Casamientos e hijos
Se casó con la princesa Margarita de Hohenlohe-Oehringen el 8 de junio de 1984. Tenía una hija de este matrimonio, la princesa Cecilia de Leiningen (b. 1988), que murió en 1989 en un accidente de coche.
El 24 de mayo de 1991, el príncipe Carlos Emico se casó con Gabriele Renate Thyssen. Después de una disputa por la herencia, desistió de reivindicar la herencia de la familia en favor de su hermano menor Andreas, VIII Príncipe de Leiningen. Está excluido de la línea de sucesión al trono británico, ya que su esposa era católica en ese momento. Tuvieron una hija, Theresa Anna Elisabeth Princesa de Leiningen (n. 1992) En 1998, Carlos Emico y Gabriele se divorciaron.
Se casó con la condesa Isabelle von und zu Egloffstein en una ceremonia civil el 8 de septiembre de 2007 en Amorbach, y en una ceremonia religiosa el 7 de junio de 2008 en Pappenheim. En 2010, tuvieron un hijo, el príncipe Emico de Leiningen.

## Demanda
En 2000, Carlos Emico comenzó la ronda final de una demanda para heredar 100 millones de ₤ en castillos, propiedades y una isla del Mediterráneo que le había sido negada previamente por su familia porque él decidió casarse con Thyssen. Carlos Emico fue desheredado poco después de su boda en 1991, como su madre, padre y hermano Andreas desaprobó su nacimiento. también rompió un edicto de 1897 la familia que estipula que sus miembros sólo pueden casarse con aristócratas de valor equivalente. Carlos comentó acerca de todo el asunto, 

"Desde el principio de nuestro matrimonio me convertí en un enemigo. Los dos estábamos sometidos a una enorme presión. El matrimonio no puede soportar ese tipo de cosas a largo plazo. Tenía la esperanza de que las cosas mejorarían cuando nuestro hijo llegara. Pero después nació nuestra hija, y no pasó nada. Mi madre se ha negado a hablar conmigo desde la boda".

Carlos Emico ha insistido en que el estrés esta pelea puso sobre su matrimonio es la razón por la Thyssen lo dejó, se convirtió al Islam, y se fue con el Aga Khan IV.

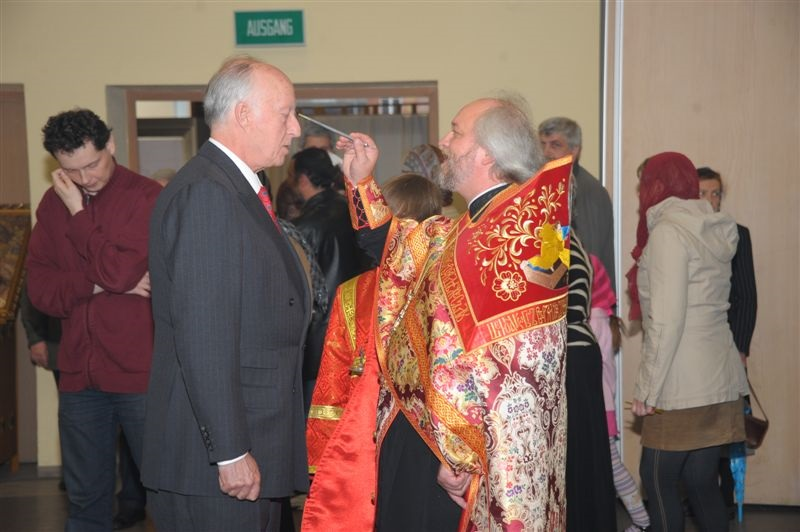
Conversión al cristianismo ortodoxo

## Trono de Rusia
El Partido Monárquico de Rusia reconoce el príncipe como el heredero al trono de Rusia, y afirma que él y su esposa se convirtió el 1 de junio de 2013, del luteranismo al cristianismo ortodoxo, lo que permite su sucesión. La pareja recibió los nombres ortodoxos de Nikolai Kiríllovich y Ekaterina Feodorovna.

### Nicolás III y Estado Soberano Sede Imperial

Escudo de Estado Soberano Sede Imperial

A principios de 2014 el líder ruso Partido Monárquico Anton Bakov anunció que ve el trono de Rusia (Sede) desde el punto de derecho internacional como sujeto de la soberanía del Estado, independientemente de cualquier otro atributo, en referencia a los análogos con la Santa Sede. Destacó que Karl Emich, al aceptar la religión ortodoxa, tiene derecho a tomar esto de acuerdo con pre-revolución Leyes Fundamentales del Imperio Ruso. Bakov propuso el Príncipe a aceptar el trono para formar un nuevo Estado independiente y que se incorpore proyectos de promoción de Bakov como monárquico Partido, virtual estado de Imperio ruso y varios otros. En abril 2014 Bakov y Karl Emich aparecieron en un informe textual periódico y foto declarar el Príncipe aceptó las propuestas, así como el título de emperador Nicolás III (sucesor de Nicolás II). En el informe Bakov enfatizó que Karl Emich ha sido ser un empresario de mucho tiempo, pero a partir de ahora, toda la actividad relacionada no Trono está deshabilitado para él. El informe contenía un "Manifiesto de la concesión de la Constitución para el Estado", firmado por Nicolás III, la proclamación de la formación del Estado Soberano Sede Imperial, dirigido a la consolidación de todas las personas en todo el mundo dedicados a Christian monarquismo. La Sede en los documentos es vista como legado a la primera vez romano cristiano trono imperial de Constantino el Grande pasó por Imperio Bizantino a Imperio Ruso y Dinastía Romanov mediante procedimientos religiosos.
Más tarde Bakov anunció que ha comprado una parcela de tierra en Montenegro para formar una ubicación para el nuevo estado (80 ha, "dos veces tan grande como el Vaticano"), y está en negociaciones con las autoridades de Montenegro sobre el reconocimiento del Estado. También ha informado de que el presidente ruso Putin se negó a conceder un complot en Ekaterimburgo (residencia del Bakov y lugar de 1918 Romanov asesinato) en respuesta a la solicitud de Karl Emich pasó a Putin por Bakov, un exmiembro del Parlamento Ruso.